# Действительный государственный советник таможенной службы (Украина)
Действительный государственный советник таможенной службы (укр. дійсний державний радник митної служби) — высшее специальное звание таможенной службы Украины до 2013 г.

## История звания
Установлено постановлением Верховной Рады Украины от 5 февраля 1992 года № 2099-XII «О персональных званиях государственной таможенной службы Украины» как персональное звание — действительный государственный советник таможенной службы Украины (укр. дійсний державний радник митної служби України).
Таможенным кодексом Украины, утверждённым Законом Украины от 11 июля 2002 года № 92-IV (вступил в силу 1 января 2004 года) установлено специальное звание — действительный государственный советник таможенной службы (сохранено в системе специальных званий, установленных Таможенным кодексом Украины от 13 марта 2012 г. № 4495-VI (вступил в силу с 1 июня 2012 г.)).
Законом Украины от 4 июля 2013 г. № 405-VII «О внесении изменений в Таможенный кодекс Украины в связи с проведением административной реформы» установлено новое специальное звание — главный государственный советник налогового и таможенного дела (в связи с упразднением в декабре 2012 г. Государственной таможенной службы Украины и Государственной налоговой службы Украины и образованием единого Министерства доходов и сборов Украины).

## Действительные государственные советники таможенной службы Украины (персональное звание)[2]
После даты присвоения звания стоит номер соответствующего Указа Президента Украины.
1. 17 марта 1992 года, № 159 — Коваль Алексей Михайлович, Председатель Таможенного комитета Украины
2. 24 июня 1996 года, № 461/96 — Деркач Леонид Васильевич, Председатель Таможенного комитета Украины (1994—1998)
3. 8 июня 1998 года, № 600/98 — Соловков Юрий Петрович, Председатель Государственной таможенной службы Украины (1998—2001)

## Действительные государственные советники таможенной службы (специальное звание)
1. 14 мая 2004 года, № 545/2004 — Каленский Николай Николаевич, Председатель Государственной таможенной службы Украины (2001—2005)
2. 20 апреля 2005 года, № 674/2005 — Скомаровский Владимир Владимирович, Председатель Государственной таможенной службы Украины (2005)
3. 26 октября 2005 года, № 1509/2005 — Егоров Александр Борисович, Председатель Государственной таможенной службы Украины (2005—2007)
4. 23 июня 2008 года, № 578/2008 — Хорошковский Валерий Иванович, Председатель Государственной таможенной службы Украины (2007—2009)
5. 20 августа 2010 года, № 837/2010 — Калетник Игорь Григорьевич, Председатель Государственной таможенной службы Украины (2010—2012)